# Bredbury
Bredbury är en ort i unparished area Bredbury and Romiley, i distriktet Stockport, Storbritannien. Den ligger i grevskapet Greater Manchester och riksdelen England, i den centrala delen av landet, 250 km nordväst om huvudstaden London. Bredbury ligger 91 meter över havet och antalet invånare är 15 126. Bredbury var en civil parish 1866–1936 när blev den en del av Bredbury and Romiley, Marple och Stockport. Civil parish hade 7 154 invånare år 1931. Staden nämndes i Domedagsboken (Domesday Book) år 1086, och kallades då Bretberie.
Terrängen runt Bredbury är platt västerut, men österut är den kuperad. Terrängen runt Bredbury sluttar västerut. Runt Bredbury är det tätbefolkat, med 881 invånare per kvadratkilometer. Närmaste större samhälle är Stockport, 2,8 km väster om Bredbury. Trakten runt Bredbury består i huvudsak av gräsmarker.